# Zlín-Příluky (železniční zastávka)
Zlín-Příluky je železniční zastávka, která leží na jednokolejné neelektrizované železniční trati Otrokovice–Vizovice při ulici Vizovická v okrese Zlín ve městě Zlín a městské části Příluky. Ve městě se nachází dalších 9 železničních zastávek, které tvoří dopravní osu celého sídla. Leží v nadmořské výšce 230 m n. m. a je zařazená do integrovaného dopravního systému IDZK. Je to první zastávka na území Zlína ve směru od Otrokovic a zároveň poslední ve směru Vizovice.

## Popis
Nachází se zde jedna kolej s jedno hranovým nekrytým nástupištěm a přístřeškem pro cestující.

## Provoz osobní dopravy
Zastávku obsluhují osobní vlaky dopravce České dráhy vedené soupravami Regionova (na trase Otrokovice - Vizovice, vybrané spoje do Přerova, 
Kroměříže přes Hulín). Všechny osobní vlaky jsou zařazené do integrovaného dopravního systému IDZK.

## Cestující

### Odbavení cestujících
Zastávka nezajišťuje odbavení cestujících, jízdenka se zakupuje ve vlaku u průvodčího bez přirážky.

### Přístup
Přístup na železniční zastávku je bezbarierový z ulice Vizovická. V bezprostřední blízkosti zastávky se nachází konečná zastávka zlínských trolejbusů s názvem Příluky.

### Služby ve stanici
Ve stanici nejsou v provozu žádné služby.